# Биливерти, Якопо
Якопо Биливерти, также известный как Джакомо Джованни Биливерт, или Жак Биливельт (итал. Jacopo Biliverti, фр. Jacques Bylivelt; 17 ноября 1550, Делфт — 19 февраля 1603, Флоренция) — голландский ювелир, «золотых дел мастер», работал при дворе герцогов де Медичи во Флоренции, Тоскана.

## Биография
Якопо Биливерти родился в голландском городе Делфте, который славился своими ремёслами: знаменитыми делфтскими фаянсами, обработкой драгоценных камней и искусством голландских ювелиров. Настоящее имя мастера — Якоб Янсзон Билевельт (Jacob Janszoon Bijlevelt). До 1573 года он учился живописи и работал в Германии, в Аугсбурге. Затем был приглашён во Флоренцию, ко двору великого герцога Тосканы Франческо I Медичи на должность хранителя картинной галереи.
В 1575 году, после того как испанский король Филипп II признал Франческо вторым великим герцогом Тосканы, герцог заказал Биливерти новую великокняжескую корону и несколько драгоценностей. Корона была утрачена в эпоху Наполеоновских войн. Во Флоренции помимо прочих обязанностей Биливерти руководил мастерской по обработке драгоценных камней, где создавал изделия для нескольких членов семьи Медичи. Многие ювелирные изделия Биливерти были настолько совершенны, что их стали приписывать знаменитому Бенвенуто Челлини и до настоящего времени их атрибуция вызывает споры.
В 1576 году благодаря возросшим доходам Якопо смог жениться на Фьяметте Мадзафири (Fiametta Mazzafiri), которая была родственницей ювелира Микеле Мадзафири (1530—1597) из мастерских Медичи. Именно тогда он взял себе итальянское имя. Их сын Джованни Биливерти стал известным живописцем.
После 1587 года Якопо Биливерти участвовал в организации коллекции произведений искусства нового великого герцога Фердинанда I, который также поручил ему проводить экскурсии по сокровищам Флоренции для дипломатов и высокопоставленных гостей. Кроме того, он отвечал за изготовление некоторых дипломатических подарков французскому королю Генриху IV.
Некоторые украшения были заказаны Биливерти императором Священной Римской империи Рудольфом II и его придворными, поэтому несколько экземпляров сохранились в коллекции Музея истории искусств в Вене.
Якопо Биливерти умер в своей флорентийской мастерской в 1603 году в возрасте пятидесяти двух лет. После кончины мастера мастерской руководил его помощник Одоардо Валле (1542—1622), француз, прибывший во Флоренцию в 1589 году.